# الحرب الأهلية الأولى في ساحل العاج
الحرب الأهلية الأولى في ساحل العاج هي صراع في دولة ساحل العاج بدأ عام 2002. انتهى معظم الاقتتال بحلول أواخر عام 2004، لكن البلاد ظلت منقسمة إلى جزئين، الشمال الخاضع لسلطة المتمردين والجنوب الخاضع لسلطة الحكومة. تزايدت العداوة وبرزت غارات على القوات الأجنبية والمدنيين. منذ عام 2006، شهدت المنطقة حالة توتر، وقال الكثيرون أن الجيش الفرنسي والأمم المتحدة فشلا في تهدئة الحرب الأهلية.
يعزى الفضل في المساهمة بتأمين هدنة مؤقتة إلى منتخب ساحل العاج الوطني لكرة القدم عندما تأهل إلى بطولة كأس العالم لكرة القدم عام 2006، واستطاع إحداث تآلف بين الطرفين المتخاصمين.
بدأت بعثة حفظ السلام التابعة للأمم المتحدة عملها في ساحل الحاج بعدما هدأت الحرب الأهلية، لكن قوات حفظ السلام واجهت وضعًا معقدًا وكان عدد أفرادها أقل بكثير من المدنيين والمتمردين. وُقعت اتفاقية سلام لإنهاء الصراع في الرابع من مارس عام 2007.
جرت الانتخابات في ساحل العاج خلال شهر أكتوبر عام 2010 بعدما تأجلت 6 مرات. عاد القتال من جديد في الرابع والعشرين من شهر فبراير عام 2011 إثر أزمة النتائج الانتخابية، فاستولى متمردوا القوة الجديدة على بلدة زوان–هونين، ووقعت اشتباكات في أبوبو وياموسوكرو وحول مدينة أنياما.

## سياق الصراع

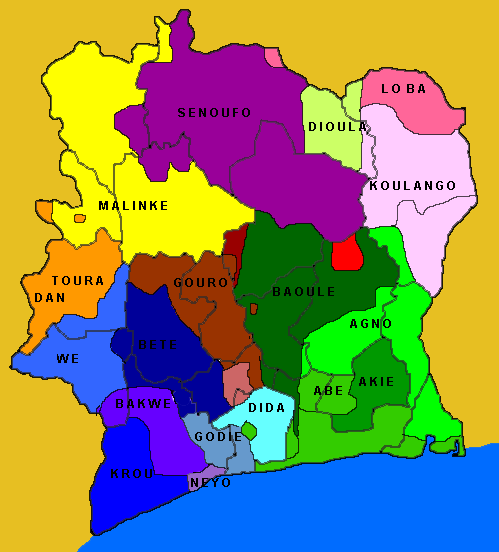
العرقيات الكبرى في كوت ديفوار؛ أهم المجموعات العرقية في ساحل العاج: باللون الأخضر شعوب كوا، باللون الأصفر والأصفر والأخضر شعوب ماندي، باللون البرتقالي الماندي الجنوبي، باللون الأزرق شعوب كرو وباللون الأرجواني شعوب فوليك-غور.

### تمحورت الحرب الأهلية حول عدد من القضايا.
أولًا، اضطر سكان شعب العاج عقب نهاية الفترة الرئاسية لفيليكس أوفوي بوانيي، والتي استمرت 33 عامًا، إلى خوض العملية الديموقراطية للمرة الأولى. كان أوفوي بوانيي رئيس البلاد منذ حصولها على الاستقلال، فكان النظام السياسي في البلاد مرتبطًا بشدة بجاذبية الرئيس الشخصية، وصلاحيته السياسية والاقتصادية. اضطر النظام السياسي للتعامل مع الانتخابات التنافسية والمفتوحة بدون وجود أوفوي بوانيي منذ عام 1993 وما بعد.
عززت التنمية الاقتصادية والازدهار النسبي لساحل العاج الهجرة الضخمة من البلدان المجاورة، وجاءت أغلب تلك الهجرات من بلدان إسلامية خلال القرن العشرين، ما أدى إلى بروز إشكالية حقوق الاقتراع لعدد كبيرٍ من الأجانب. «في عام 1992، قُدر عدد المسلمين في ساحل العاج بـ 100 ألف شخص من أصل 1.6 مليون (أو ما يعادل 6% من السكان). على النقيض من ذلك، وفي فترة الاستقلال (عام 1960)، ازدادت حصة المسلمين من السكان بشكل متسارع، وكان المسلمون ينتقلون نحو الجنوب باتجاه المناطق المنتجة للكاكاو والمدن الجنوبية. بحلول عام 1998، […]، شكّل المسلمون أغلبية في القسم الشمالي من البلاد، وكانت نسبتهم نحو 38.6 بالمئة من التعداد الكلي للسكان. بالتالي كان تعداد السكان المسلمين أكبر بشكل ملحوظ من ثاني أكبر مجموعة دينية في البلاد، وهي المسيحيين، التي شكل سكانها نحو 29.1 بالمئة من مجموع السكان». في العقود السابقة، جاء هذا التحول بشكل رئيس جراء الهجرة الضخمة من الدول المجاورة نحو الداخل، والتي كانت جارية منذ عصور الاستعمار واستمر تحفيزها خلال عهد أوفوني بوانيي. منذ تسعينيات القرن الماضي، ظلّت فجوة الخصوبة المتسعة بين الجماعات الدينية المختلفة تسبب ميلان التوازن الديموغرافي لصالح المسلمين، على الرغم من تدني أهمية الهجرة. كان أغلب هؤلاء المسلمين قاطني الشمال حاصلين على الجنسية منذ جيلين أو أكثر، وبالإمكان اعتبار بعضهم سكانًا أصليين في القسم الشمالي مما يُعرف اليوم بساحل العاج، تحديدًا الشعب الماندينغي. قُمعت تلك التوترات الإثنية إبان القيادة القوية لأوفوي بوانيي، لكنها طفت على السطح عقب وفاته. أصبح مصطلح إفواريتي، الذي صاغه هنري كونان بيديه للإشارة إلى الهوية الثقافية المشتركة لجميع قاطني ساحل العاج، مُستخدمًا من طرف الصحافة والسياسيين القوميين وكارهي الأجانب ليعبّر حصرًا عن سكان القسم الجنوبي الشرقي من البلاد، تحديدًا مدينة أبيدجان. دفع اضطهاد الشعوب ذات الأصل البوركينابي بالدول المجاورة، تحديدًا بوركينا فاسو، إلى الخوف من هجرات ضخمة للاجئين.